# Ben Shapiro
Benjamin Aaron Shapiro (Los Angeles, Kalifornia, 1984. január 15. –) amerikai konzervatív politikai kommentátor, médiaszemélyiség és ügyvéd. Rovatokat ír a Creators Syndicate, a Newsweek és az Ami Magazine számára, valamint emeritus szerkesztő a The Daily Wire-nél, amelynek 2015-ben társalapítója volt. Shapiro a The Ben Shapiro Show vezetője, amely egy napi politikai podcast és élő rádióműsor. 2012-től 2016-os lemondásáig a Breitbart News főszerkesztője volt. Shapiro tizenhat ismeretterjesztő könyvet is írt.

## Korai élete és oktatása
Shapiro 1984. január 15-én született Los Angeles, Kaliforniában, egy konzervatív zsidó családban. Askenázi zsidó. 9 éves korában családja ortodox judaizmust kezdett gyakorolni. Fiatalon kezdett hegedülni, és 12 évesen fellépett az 1996-os Izraeli Kötvények Bankettjén. Szülei mindketten Hollywoodban dolgoztak. Édesanyja egy tévétársaság vezetője volt, édesapja, David Shapiro pedig zeneszerzőként dolgozott.
Két osztályt (harmadikat és kilencediket) kihagyva Shapiro a The Valley-i Walter Reed Középiskolából a Los Angeles-i Westside-ban található Yeshiva University High Schoolba került, ahol 2000-ben, 16 évesen végzett.Politikatudományt tanult a Kaliforniai Egyetemen, Los Angelesben, ahol 2004-ben, 20 évesen szerzett Bachelor of Arts (B.A.) diplomát summa cum laude minősítéssel, és a Phi Beta Kappa tagjává vált. Ezután a Harvard Jogi Karára járt, ahol Lani Guinier és Randall Kennedy liberális jogászprofesszorok tanítványa volt. 2007-ben Shapiro jogi doktorátust szerzett a Harvardon, cum laude minősítéssel.

## Karriere

### Jog
A jogi egyetem elvégzése után Shapiro magánpraxist kezdett a Goodwin Procter ügyvédi irodánál, de 10 hónap után otthagyta. 2012 márciusától egy független jogi tanácsadó céget, a Benjamin Shapiro Legal Consultingot, vezette Los Angelesben.

## Magánélete
2008-ban Shapiro összeházasodott Mor Toledano-vel, egy marokkói zsidó származású izraeli orvossal, és Los Angelesben éltek. A párnak két lánya és két fia van. Ortodox judaizmust gyakorolnak.
2020 szeptemberében Shapiro bejelentette, hogy családjával elhagyja Kaliforniát. Míg a Daily Wire vállalkozásának központját Nashville, Tennessee-be helyezte át, családjával Floridában telepedett le.
Shapiro nővére, Abigail Shapiro, aki operaéneklést tanult, konzervatív médiaszemélyiség, aki videókat posztol a "Classically Abby" YouTube-csatornájára. Testvére magas nyilvános ismertsége miatt online antiszemita trollkodás áldozata lett.

## Fordítás
- Ez a szócikk részben vagy egészben  a   Ben Shapiro című angol Wikipédia-szócikk ezen változatának fordításán alapul.  Az eredeti cikk szerkesztőit annak laptörténete sorolja fel. Ez a jelzés csupán a megfogalmazás eredetét és a szerzői jogokat jelzi, nem szolgál a cikkben szereplő információk forrásmegjelöléseként.